# غوندوز كاجينالب
غوندوز كاجينالب (بالإنجليزية: Gunduz Caginalp)‏ عالم رياضيات ساهم بحثه أيضًا في أكثر من 100 ورقة في الفيزياء وعلوم المواد والاقتصاد / المجلات المالية، بما في ذلك اثنان مع مايكل فيشر وتسعة مع الحائز على جائزة نوبل فيرنون سميث.

## نبذة
درس بجامعة كورنيل في عام 1970 وحصل على بكالوريوس في عام 1973 بامتياز مع مرتبة الشرف في جميع المواد وفاي بيتا كابا، ماجستير في عام 1976 ودكتوراه في عام 1978. شغل مناصب في جامعة روكفلر وجامعة كارنيجي ميلون وجامعة بيتسبرغ (منذ 1984)، حيث يعمل حاليًا أستاذًا للرياضيات. وُلِد في تركيا، وقضى أول سبع سنوات له وتراوح عمره بين 13 و 16 عامًا هناك، والسنوات الوسطى في مدينة نيويورك.